# Копелеу
Копелеу (рум. Copălău) — село у повіті Ботошані в Румунії. Адміністративний центр комуни Копелеу.
Село розташоване на відстані 358 км на північ від Бухареста, 20 км на південний схід від Ботошань, 75 км на північний захід від Ясс.

## Населення
За даними перепису населення 2002 року у селі проживала 2771 особа.
Національний склад населення села:
| Національність | Кількість осіб | Відсоток |
| -------------- | -------------- | -------- |
| румуни         | 2701           | 97,5%    |
| цигани         | 70             | 2,5%     |

Рідною мовою назвали:
| Мова      | Кількість осіб | Відсоток |
| --------- | -------------- | -------- |
| румунська | 2722           | 98,2%    |
| циганська | 49             | 1,8%     |